# Фантастическое путешествие (фильм)
«Фантастическое путешествие» (англ. Fantastic Voyage) — фильм производства США 1966 года, снятый режиссёром Ричардом Флейшером в жанре фантастики. В 1966 году фильм был номинирован на премию Оскар в пяти категориях и выиграл в двух (лучшая работа художника-постановщика, лучшие специальные эффекты). В 1966 году вышла новеллизация фильма, одноимённый роман Айзека Азимова. Хотя так получилось, что фильм вышел позже книги, она написана именно по сценарию киноленты.

## Сюжет
Пожилой известный учёный, работающий на военных, попадает в аварию, и его жизнь находится в опасности. Спасти его может только хирургическое вмешательство. Но обычная операция на мозге вряд ли приведёт к какому-то положительному результату. И потому специальная подводная лодка с экипажем из врачей-учёных уменьшается до микроскопических размеров и шприцем впрыскивается в артерию. Ведь как раз на минимизации живых и неживых объектов и специализируется данная лаборатория. Задача экспедиции — сделать всё возможное для ликвидации тромба в мозгу пациента. Время фантастического рейса строго ограничено, счёт идёт на минуты. Через 60 минут минимизированные хирурги примут свой прежний вид и если не успеют покинуть тело — убьют своего пациента. Дело осложняется вмешательством преступников.

## В ролях
- Стивен Бойд — Грант
- Ракель Уэлч — Кора
- Эдмонд О’Брайен — генерал Картер
- Артур О’Коннелл — полковник Дональд Рейд
- Дональд Плезенс — доктор Майклс
- Уильям Редфилд — капитан Билл Оуэнс
- Артур Кеннеди — доктор Дюваль
- Джеймс Бролин — техник
- Жан Дель Вал — Жан Бене
- Барри Коу — техник
- Шелби Грант — медсестра

## Ремейк
Гильермо Дель Торо ведет переговоры со студиями 20th Century Fox и Lightstorm Entertainment о постановке римейка популярного в прошлом фильма «Фантастическое путешествие». Об этом сообщает издание The Hollywood Reporter.
Продюсером проекта, попытки запустить который в производство предпринимались в течение нескольких лет, будут Джеймс Кэмерон и Джон Ландау, а сценарий подготовит Дэвид С. Гойер, с которым Дель Торо работал над «Блэйдом 2».

## Влияние
В 1966 году вышла новеллизация фильма, одноимённый роман Айзека Азимова. В 1984 и 1991 годах были выпущены одноимённые компьютерные игры по мотивам фильма.